# Йохан Каспар фон Щадион
Йохан Каспар фон Щадион (на немски: Johann Kaspar von Stadion) е четиридесет и петият Велик магистър на рицарите от Тевтонския орден.